# Los mejores temas de las películas de Walt Disney Vol. 1
Los mejores temas de las películas de Walt Disney Vol. 1 es el noveno álbum infantil de Tatiana, y primero recopilatorio de los temas de películas animadas de Walt Disney.

## Información del álbum
Después del fin del programa El espacio de Tatiana que fue cancelado y una serie de eventos en la vida de la cantante, que incluía su divorcio con Andrés Puentes, se le plantea la posibilidad de grabar un álbum con las canciones más recordadas de la factoría Disney. Así pues, tras una selección de pistas, la cantante graba once canciones bajo el sello de Paramúsica, con quienes había trabajado en años anteriores para sus primeros álbumes. La promoción del CD incluyó carteles en tiendas de discos, anuncios en televisión y en la prensa.

## Sencillos
«La estrella azul» es el primer sencillo que se desprendió de este álbum, se lanzó en diciembre de 2001 y su videoclip fue realizado por ordenador a manera de dibujos animados.
«Hi Ho» fue el segundo sencillo, que se lanzó a las radios a mediados del 2002.
«Bibidibabidibu» es el tercer sencillo, que se entregó a las radios tras «Hi Ho», en noviembre del 2002, además de ser muy popular y solicitado durante las giras de la cantante.

## Lista de canciones
| #   | Título                                              | Duración | Compositor                                   |
| --- | --------------------------------------------------- | -------- | -------------------------------------------- |
| 1.  | Hi, Ho (Tema de Blancanieves y los 7 enanos)        | 3:42     | Frank Churchill Larry Morey Edmundo Santos   |
| 2.  | Soñar es desear (Tema de La Cenicienta)             | 3:18     | Marck David Al Hoffman Jerry Livingston      |
| 3.  | La estrella azul (Versión Dance) (Tema de Pinocho   | 3:11     | Leigh Harline                                |
| 4.  | Winnie Pooh (Tema de Winnie Pooh)                   | 3:17     | Ricardo Silva                                |
| 5.  | La Bella y La Bestia (Tema de La Bella Y La Bestia) | 4:08     | Howard Ashman Alan Menken Walterio Pesqueira |
| 6.  | Bajo el mar (Tema de La Sirenita)                   | 3:24     | Howard Ashman Alan Menken                    |
| 7.  | Un mundo ideal (Tema de Aladdín)                    | 3:57     | Walterio Pesqueira Alan Menken               |
| 8.  | Dame un silbidito (Tema de Pinocho)                 | 3:14     | Leigh Harline                                |
| 9.  | Parte de él (Tema de La Sirenita)                   | 4:22     | Alan Menken Howard Ashman                    |
| 10. | Bibidibabidibu (Tema de La Cenicienta)              | 2:33     | Marck David Al Hoffman Jerry Livingston      |
| 11. | La estrella azul (Versión Balada) (Tema de Pinocho) | 2:02     | Leigh Harline                                |